# Guercif - Nador West Med
De autosnelweg Guercif - Nador is een geplande 104 kilometer lange autosnelweg tussen de snelweg A2 bij Guercif en de toekomstige haven van Nador West Med. De autosnelweg moet de noord-zuidverbinding verbeteren. De opening van de hele snelweg staat gepland voor 2028. De totale bouwkosten bedragen 7,4 miljard MAD.
De autosnelweg moet de noord-zuidverbinding verbeteren en speelt een belangrijke rol in het ontsluiten van de nieuwe haven Nador West Med. Dit moet de concurrentiepositie van de regio Oriental versterken, evenals de verkeersveiligheid.

## Traject
| Trajectnr. | Startpunt | Eindpunt       | Lengte (km) |
| ---------- | --------- | -------------- | ----------- |
| 1          | Guercif   | Saka           | 36,5 KM     |
| 2          | Saka      | Driouch        | 40,5 KM     |
| 3          | Driouch   | Nador West Med | 27 KM       |

## Op- en afritten
| Element     | Kilometer  | Traject                                            |
| ----------- | ---------- | -------------------------------------------------- |
| Knooppunt   | km 0       | Nador Nador West Med                               |
| Op en afrit | ≈ km 25-30 | Tiztoutine Driouch Internationale Luchthaven Nador |
| Op en afrit | ≈ km 75-80 | Saka                                               |
| Knooppunt   | km 104     | Fès Rabat Oujda                                    |

A1 · A2 · A3 · A4 · A5  · A7 

Société Nationale des Autoroutes du Maroc